# Rapid City
Rapid City is een plaats (city) in de Amerikaanse staat South Dakota, en valt bestuurlijk gezien onder Pennington County.

## Demografie
Bij de volkstelling in 2000 werd het aantal inwoners vastgesteld op 59.607.
In 2006 is het aantal inwoners door het United States Census Bureau geschat op 62.715, een stijging van 3108 (5,2%).

## Geografie
Volgens het United States Census Bureau beslaat de plaats een oppervlakte van 115,7 km², waarvan 115,5 km² land en 0,2 km² water.

## Plaatsen in de nabije omgeving
De onderstaande figuur toont nabijgelegen plaatsen in een straal van 12 km rond Rapid City.

## Geboren
- Ryan Bolton (26 maart 1973), triatleet